# Џоецу
Џоецу (јап. 上越市) град је у Јапану у префектури Нигата. Према попису становништва из 2005. у граду је живело 208.083 становника.

## Становништво
Према подацима са пописа, у граду је 2005. године живело 208.083 становника.
| 1995.   | 2000.   | 2005.   |
| ------- | ------- | ------- |
| 212.060 | 211.870 | 208.083 |